# Polyphylla fullo
L'escarabat blanc o de pinar, escarabat de nit escarabat de Sant Joan (Polyphylla fullo) és una espècie de coleòpter de la família dels Scarabaeidae, de 3-4 cm de longitud que s'alimenta d'arrels de plantes en estat larvari i fulles de pi en estat adult.

## Característiques
Polyphylla fullo és el segon representant més gran de la superfamília dels escarabeoïdeus d'Europa, només per darrere de l'escarabat rinoceront (Oryctes nasicornis); pot arribar als 36 mm. L'adult té el cos robust i convex, i és de color marró fosc amb un patró característic de taques de pubescència blanca. Els mascles es poden reconèixer per les grans antenes en forma de ventall, que va donar lloc al nom científic del gènere (Polyphylla = "moltes fulles"). Són capaços de generar sons audibles si se senten amenaçats (estridulació). En canvi les femelles tenen antenes normals. Els adults volen al vespre en els mesos de juny i juliol, i s'alimenten de les fulles dels pins. 

## Història natural
L'adult viu i s'alimenta de fulles de pins, mentre que les larves viuen a les arrels d'herbes (Poaceae i Cyperaceae). L'espècie habita a les pinedes càlides i sorrenques i és força rara.

## Distribució
És una espècie de distribució paleàrtica que viu a Europa, el nord d'Àfrica i Orient Mitjà.